# NGC 5638
NGC 5638 is een elliptisch sterrenstelsel in het sterrenbeeld Maagd. Het hemelobject werd op 30 april 1786 ontdekt door de Duits-Britse astronoom William Herschel.

## Synoniemen
- UGC 9308
- MCG 1-37-18
- ZWG 47.63
- PGC 51787